# Con ngỗng vàng
Con ngỗng vàng (tiếng Đức: "Die goldene Gans") là một bộ phim kinh điển thuộc thể loại thần tiên - cổ tích của Điện ảnh CHDC Đức.
Bộ phim dựa trên nội dung câu chuyện cùng tên rất nổi tiếng của anh em nhà Grimm.

## Diễn viên
- Kaspar Eichel... Klaus
- Uwe Detlef Jessen... Kunz
- Peter Dommisch... Franz
- Gerd E. Schäfer... Hofgelehrter Weisenstein
- Katharina Lind... Lies
- Renate Usko... Gret
- Gerhard Rachold... Prinz Störenfried
- Fritz Decho... Graf Ohnewitz
- Karin Ugowski... Prinzessin, die nicht lachen konnte
- Heinz Scholz... König
- Fritz Schlegel... Wirt
- Jochen Thomas... Raufbold
- Joachim Fuchs... Schreihals
- Hartmut Beer... Spießgeselle
- Ralph J.Boettner... Hauptmann des Königs
- Walter E.Fuß... Reiter des Königs
- Georg Kranz... Herold des Königs
- Karl Heinz Oppel... Erster Musikant
- Horst Papke... Zweiter Musikant
- Lutz Erdmann... Dritter Musikant
- Karen Fredersdorf... Altes Mütterchen
- Paul Rendelmann... Bräutigam
- Hans-Gotthilf Brown... Diener

## Ê-kíp
- Giám đốc sản xuất:
- Âm nhạc:
- Dựng phim: